# Rossella Galbiati
Rossella Galbiati (Milano, 11 ottobre 1958) è un'ex ciclista su strada e pistard italiana. Ha ottenuto più di 100 vittorie fra strada e pista indossando 39 volte la maglia azzurra. Medaglia d'Oro al valore atletico a Roma nel 1979 e due volte ha ricevuto la medaglia di bronzo. Nel triennio 1979-1981-1982 ha stabilito cinque record del mondo su pista: 200 e 500 metri, km lanciato, km da fermo (2 volte). Tra i numerosi riconoscimenti il Sombrero d'Oro quale sportiva dell'anno 1984. Premio alla carriera 2023 dal Panathlon Club Milano. È stata la prima donna che il Comitato Regionale della Lombardia della Federazione Ciclistica Italiana ha messo come responsabile tecnico della categoria esordienti.

## Biografia
Nata nel 1958 a Milano, inizia a correre agonisticamente nel 1977, a diciannove anni. A vent'anni, nel 1978, diventa campionessa italiana su strada in linea, partecipando nello stesso anno con la nazionale ai Mondiali di Brauweiler, nella corsa in linea, piazzandosi settima. Anche l'anno successivo, a Valkenburg aan de Geul, arriva tra le prime dieci al mondiale, chiudendo decima la corsa in linea.
Negli anni '80 inizia anche ad ottenere risultati su pista, conquistando il titolo italiano nella velocità nel 1980; nella stessa specialità vince anche nel 1981, 1983 e 1984, mentre sei sono i titoli nell'inseguimento, per cinque anni consecutivi dal 1981 al 1985 e poi nel 1987.
Nel 1981 arriva in nazionale su pista, prendendo parte ai Mondiali di Brno, arrivando ottava nella velocità. Nel maggio del 1983 con la squadra azzurra ottiene il successo nella gara femminile svoltasi a Tokyo sulla distanza di 47,5 km battendo in volata la tedesca occidentale Ines Varnekamp. L'altra italiana Rosanna Piantoni giunse quinta. In precedenza, nel Gran Premio Osaka, si era classificata terza alle spalle dell'ex iridata Habetz e della fuori classe francese Jeannie Longo. Oltre a Galbiati e Piantoni, alla trasferta in Giappone parteciparono anche i dilettanti Ennio Minello (vincitore del GP Osaka), Sergio Scremin e Giambattista Zonca. Dopo il quarantasettesimo posto della corsa in linea ai Mondiali su strada di Altenrhein 1983, nel 1984 ottiene il principale risultato internazionale della sua carriera, conquistando la medaglia di bronzo nell'inseguimento ai Mondiali su pista di Barcellona 1984, chiudendo dietro alla statunitense Rebecca Twigg e alla francese Jeannie Longo. L'anno successivo, a Bassano del Grappa 1985, è quarta nella stessa specialità, a Valencia 1992 invece sesta nella corsa a punti.
Nel 1986 passa alla G.S. Gelati Sanson (aveva corso con il G.S. Bonariva nel 1977 e dal 1984 al 1985 e con l'U.S. Voltiana dal 1979 al 1982), conquistando il G.P. della Liberazione. Su strada vince poi il Trofeo Alfredo Binda-Comune di Cittiglio l'anno successivo e due tappe al Giro di Sicilia, oltre alla Pregnana Milanese, nel 1992.
Al termine proprio della stagione 1992 chiude la carriera, a 34 anni. Dopo il ritiro ha creato il Team Galbiati con il marito Carlo Barlassina e Massimo Esposito di cicli Esposito Milano, squadra giovanile maschile.

## Palmarès

### Strada
- 1978 (US Voltiana,una vittoria)

Campionati italiani, In linea
- 1980 (US Voltiana, due vittorie)

Corsico-cronometro individuale-GP Fiat Ferrarini
Magenta-Trofeo Assicurazioni Zurigo
- 1981 (US Voltiana, una vittoria)

Le Querce di Prato
- 1982 (U.S.Voltiana,due vittorie)

Mariano Comense-Trofeo Maria Baunali
Vigevano-Trofeo Circolo Cascame
1983 (GS Bonariva, tredici vittorie)
Barbaiana
Villafranca di Forlì-Trofeo Liberazione
Tabiano Terme-cronocoppie con Francesca Galli
San Maurizio al Lambro
Gran Premio Tokyo
Carvico-Gp Festa dell'Unità
Civitella della Chiana-Trofeo Lucci
Fidenza
Cesano Maderno
Castiglione delle Stiviere-Campionato Lombardo
Villa d'Adda-Trofeo Clara Abiti da Sposa
Como-Cronocoppie con Francesca Galli
Tabiano Terme
1984 (GS Bonariva SweetNlow, sette vittorie)
Bernareggio-Trofeo Abbigliamento Veronelli
San Macario-Trofeo Scoffi
Desio-Memorial Mario Mariani
Osio Sopra-Trofeo Cantieri Quistini
Porto d'Ascoli-Trofeo Polisportiva Agraria
Catena di Villorba
Gp comune di Cameri
azzurra Circuito della Loria (Francia)
- 1985 (G.S.Bonariva,sei vittorie)

Magenta-Trofeo Liberazione
Cernusco sul Naviglio-Trofeo Ortofrutticola Cernuschese
Alessandria-Trofeo Barberis
Fidenza-Gp Festival dell'Unità
Cornate d'Adda-Trofeo Gruppo Amici dell'Unità
Milano Monte Stella-Trofeo Anna Kuliscioff
- 1986 (G.S. Gelati Sanson, cinque vittorie)

G.P. della Liberazione
San Macario
Dervio
Osio Sopra
Mandello del Lario
- 1987 (tre vittorie)

Trofeo Alfredo Binda-Comune di Cittiglio
San Maurizio al Lambro
Fontana di Villalba
- 1992 (tre vittorie)

Prologo Giro di Sicilia
5ª tappa Giro di Sicilia
Pregnana Milanese

### Pista
- 1978

Vienna Internazionale-Velocità e Corsa a Punti
- 1979

Milano-Record del Mondo 200 metri-12"865
Milano-Record del Mondo 1000 metri lanciati-1'10"77
Milano-Record del Mondo 500 metri-33"751
- 1980 (U.S. Voltiana, una vittoria)

Campionati italiani, Velocità
Milano-Record del Mondo-Km da Fermo-1.17.031
- 1981 (U.S. Voltiana, due vittorie)

Campionati italiani, Inseguimento
Campionati italiani, Velocità
Gand (Belgio) internazionale su pista|Corsa a Punti
- 1982 (U.S. Voltiana, una vittoria)

Campionati italiani, Inseguimento
- 1983 (due vittorie)

Campionati italiani, Inseguimento
Campionati italiani, Velocità
- 1984 (G.S. Bonariva, due vittorie)

Campionati italiani, Inseguimento
Campionati italiani, Velocità
- 1985 (G.S. Bonariva, una vittoria)

Campionati italiani, Inseguimento
- 1986

Internazionale San Sebastian-Omnium
- 1987 (una vittoria)

Campionati italiani, Inseguimento

## Piazzamenti

### Competizioni mondiali

#### Strada
- Campionati del mondo

Brauweiler 1978 - In linea: 7ª
Valkenburg aan de Geul 1979 - In linea: 10ª
Altenrhein 1983 - In linea: 47ª

#### Pista
- Campionati del mondo

Brno 1981 - Velocità: 8ª
Barcellona 1984 - Inseguimento: 3ª
Bassano del Grappa 1985 - Inseguimento: 4ª
Valencia 1992 - A punti: 6ª